# Ryś polski

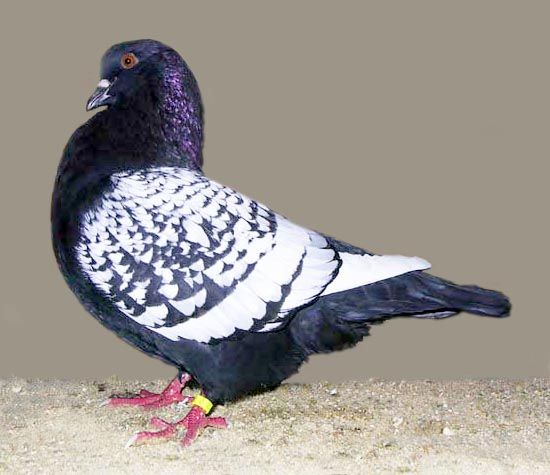
Ryś polski

Ryś polski – polska rasa gołębia należąca do grupy uformowanych. Podobnie jak inne rasy pochodzi od gołębia skalnego (Columba livia). Jest to jedna z najstarszych ras hodowanych na terenie Polski.

## Historia
Znane prawdopodobnie już w XVIII wieku, jednak szczególny rozkwit rasy nastąpił w początkach XIX wieku, dzięki hodowcom z Krakowa, okolicznych miejscowości oraz całego Podkarpacia. W obecnym kształcie rasa ta hodowana jest przez miłośników gołębi w całym kraju i poza nim. W Europejskiej Federacji zarejestrowany jest jako rasa niemiecka.

## Opis
Ryś polski jest dużą rasą gołębia, jego masa nie powinna być mniejsza niż 500g. Najbardziej typową wagą jest 800g i więcej. Rasa cechuje się czerwonym kolorem oczu oraz obwódką oka zlewającą się kolorem upierzenia. Najbardziej udoskonalonymi odmianami koloru są niebieskie łuskowane i niebieskie z białymi pasami. Obecnie są hodowane 2 typy tej rasy: stary typ (gołąb mniej masywny i budowie mniej zwartej, żwawszy, ze słynnym "temperamentem" tych ptaków), która jest nieuznawana obecnie przez zrzeszenia hodowców oraz gołąb nowego typu (o wyglądzie kinga lub mondaina), który jest zgodny z obecnym wzorcem rasy.